# Sävijärvi
Sävijärvi är en sjö i Finland. Den ligger i kommunen Sastamala i landskapet Birkaland, i den sydvästra delen av landet, 200 km nordväst om huvudstaden Helsingfors. Sävijärvi ligger 85,7 meter över havet. Arean är 67,1 hektar och strandlinjen är 7,74 kilometer lång. Sjön  ingår i Kumo älvs huvudavrinningsområde.   I omgivningarna runt Sävijärvi växer i huvudsak blandskog. Den sträcker sig 2,0 kilometer i nord-sydlig riktning, och 0,7 kilometer i öst-västlig riktning.